# M.9 (dirigibile)
Il dirigibile M.9 era un dirigibile di tipo semirigido costruito in Italia dallo Stabilimento Costruzioni Aeronautiche di Roma nella seconda metà degli anni dieci del XX secolo per scopi militari. L'M.9 apparteneva alla "Classe M", progettata dall'ingegnere Gaetano Arturo Crocco. Nel corso della prima guerra mondiale l'aeronave effettuò numerose missioni di guerra al comando del capitano Giuseppe Valle, venendo trasferita alla Regia Marina nel corso del 1917. Impiegata per compiti di esplorazione antisommergibile, fu infine radiata nel corso del 1919.

## Storia del progetto
Dopo le perdite subite nel 1915 il Regio Esercito e la Regia Marina ordinarono una nuova serie di dirigibili della "Classe M", progettata dall'ingegnere Gaetano Arturo Crocco. Si trattava dei dirigibili M.6, M.7, M.8, M.9, M.10 e M.11 dotati di maggior cubatura ed equipaggiati con i propulsori Maybach-Itala D.1 da 180 CV. Dotato di navicella pesante l''M.9 fu realizzato a Ciampino nel corso del 1916, ed entrò in servizio nel Regio Esercito nel corso dello stesso anno.

## Tecnica
Si trattava di un dirigibile di tipo semirigido con la navicella, costruita in tubi d'acciaio rivestiti in tela, capace di trasportate 20 persone, appesa al pallone a mezzo cavi collegati ai nodi di una catenaria di cavo d'acciaio, cucita sulla gualdrappa del dirigibile e collegata alla trave rigida di carena. I timoni di direzione erano due, posizionati sulla parte posteriore del dirigibile, ed aventi configurazione biplana.
La propulsione era affidata a due motori Maybach-Itala D.1 a 6 cilindri in linea raffreddati ad acqua, eroganti la potenza di 180 CV ciascuno, posizionati in coppia al centro della navicella ed azionanti eliche quadripala lignee. I propulsori consentivano all'aeronave di raggiungere una velocità massima di circa 60 km/h.

## Impiego operativo
Il 15 giugno 1916 l'aeronave uscì dall'hangar di Vigna di Valle, dove era stata completata, decollando al comando del capitano Giulio Seymandi per effettuare, una volta in volo, una serie di prove di comunicazione radiofonica con una stazione a terra, situata presso la stazione aerologica della base. L'esperimento, il primo mai effettuato, ebbe pieno successo.
Prima del trasferimento in zona di operazioni, il comando dell'aeronave fu assunto dal capitano Giuseppe Valle. Il 1 luglio fu eseguita la prima ascensione con Valle come comandante, cui ne seguì uno di collaudo, della durata di tre ore, il 7 luglio, con trasferimento a Ciampino previo sorvolo della città di Roma. Dopo una riparazione, per un problema ad un motore, il giorno successivo l''M.9 partì puntando a nord, verso Vigna di Valle. Dopo un ulteriore volo di collaudo, eseguito il 10 luglio, tre giorni dopo l'aeronave uscì dall'hangar decollando alle 6:40 verso il fronte, ma a causa di un guasto dovette atterrare a Ciampino.
Dopo alcuni altri voli di collaudo e massa a punto, alle 4:00 del 26 agosto l''M.9 partì da Ciampino puntando a nord, per un lungo volo di trasferimento verso la zona di operazioni, arrivando sull'aeroscalo dell'Aeroporto di Ferrara-San Luca alle ore 9:20. il 28 agosto si trasferì sull'aeroscalo di Casarsa della Delizia, in zona di guerra.
La prima missione operativa fu eseguita il 9 settembre 1916, con obiettivo il viadotto di Sistiana, colpito con 600 kg di bombe lanciate da 1 850 m di quota. Il giorno 24, dopo quindici giorni trascorsi all'interno dell'hangar, l'aeronave decollò alle 22:30 per colpire la stazione ferroviaria di Duttogliano, rientrando a Casarsa dopo un volo di cinque ore. Il giorno successivo decollò alle 21:35 per una nuova missione, ma scoperto da un riflettore su Duino dovette rientrare alla base. 
Nella notte sul 26 settembre il dirigibile bombardò baraccamenti tra Comeno e Castagnevizza.
Nella notte tra il 20 e il 21 febbraio 1917 decollò da Spilimbergo per eseguire una missione di bombardamento su un accampamento nemico vicino all'abitato di Comeno, che venne colpito da 750 kg di bombe. Durante il volo di rientro il dirigibile fu fatto bersaglio dalla contraerea nemica, ma arrivò alla base di partenza alle 3:40 del mattino, senza grossi inconvenienti. Dopo una veloce revisione ai propulsori, la sera del 22 febbraio partì nuovamente alle 0:10 per effettuare una missione di bombardamento sul campo d'aviazione di Prosecco, colpito con 700 kg di bombe da una quota di 2 500 m, rientrando a Spilimbergo alle ore 4:50. Nel mese di aprile, dopo una missione operativa, il dirigibile rimase danneggiato durante un atterraggio a Casarsa, riportando danni alla navicella. Riparato sommariamente, nella notte tra il 21 e il 22 aprile decollò per la sua 57ª ascensione, attraversando l'Isonzo per colpire la linea ferroviaria dietro il Dosso Faiti con 18 bombe. Subito dopo lo sgancio il dirigibile fu inquadrato da un proiettore nemico, ma salì rapidamente a 4 600 m fatto segno dai colpi dell'artiglieria contraerea, e sempre inquadrato dal proiettore.
Alleggeritosi il più possibile salì fino a 4 600 m, ma il fortissimo vento lo spinse lungo tutto lo schieramento nemico fino a Duino, sempre fatto segno dall'artiglieria contraerea nemica. Riuscì a rientrare a Spilimbergo alla 4:00 del mattino, senza più zavorra e con pochissimo carburante a bordo. Nuova missione il 16 maggio, in cui vi fu una quasi collisione con il gemello M.10 a causa delle pessime condizioni atmosferiche, che lo costrinsero a rientrare anzitempo alla base. Ripartì nuovamente la sera successiva, mentre infuriava la battaglia intorno a Gorizia, colpendo con 30 bombe un accampamento nemico sulla strada fra Ovcia-Draga e Vogrsko. Nuova missione il 24 maggio contro la stazione ferroviaria di Santa Lucia (poi Lucia (Pirano)), e un'altra il 18 giugno contro le postazioni austro-ungariche sull'Hermada.
Ormai logorata dall'intenso uso bellico, l'aeronave fu riportata a Ciampino nel mese di luglio, venendo impiegata per un certo periodo per l'addestramento, e infine trasferita alla Regia Marina con compiti di ricognizione antisommergibili.
Assegnato sull'aeroscalo di Pontedera il dirigibile vi rimase fino alla fine della guerra. Nei primi mesi del 1919, fu utilizzato su richiesta dell'Ispettorato Aeronautico, per raccogliere fondi da assegnare alle famiglie delle vittime di guerra. Al costo di £ 100 si poteva, previa prenotazione, partecipare ad una escursione in volo della durata di 2 ore su tre percorsi a scelta, mentre con £ 5 ci si poteva avvicinare all'hangar per assistere alle operazioni preliminari e alla fase di partenza. In questo modo fu raccolta la somma di oltre £ 2 600 che venne interamente devoluta in beneficenza. Definitivamente radiato, l'M.9 fu infine demolito. Era stato citato 8 volte nel bollettino del Comando Supremo.

## Utilizzatori
Italia
- Regio Esercito
- Regia Marina

### Annotazioni
1. ↑  Oltre a lui l'equipaggio era formato dal comandante in seconda Carlo Gallotti, dai piloti Passeri e Forti, dai motoristi Carta, Merlo e Bianco, dall'ingegnere Operto, l'attrezzatore Rossetti, e il marconista tenente Marini.

### Fonti
1. 1 2  Pesce 1982, p. 136.
2. 1 2 3 4 5  Pesce 1982, p. 56.
3. 1 2  Alverno 1936, p. 16.
4. ↑  Alverno 1936, p. 17.
5. ↑  Alverno 1936, p. 23.
6. ↑  Alverno 1936, p. 29.
7. ↑  Alverno 1936, p. 32.
8. ↑  Alverno 1936, p. 33.
9. ↑  Alverno 1936, p. 35.
10. ↑  Alverno 1936, p. 67.
11. ↑  Alverno 1936, p. 72.
12. ↑  Alverno 1936, p. 81.
13. ↑  Alverno 1936, p. 98.
14. ↑  Alverno 1936, p. 99.
15. ↑  Alverno 1936, p. 116.
16. ↑  Alverno 1936, p. 119.
17. ↑  Alverno 1936, p. 123.
18. ↑  Alverno 1936, p. 153.
19. ↑  Alverno 1936, p. 152.
20. ↑  Alverno 1936, p. 155.
21. ↑  Alverno 1936, p. 159.
22. ↑  Alverno 1936, p. 161.
23. ↑  Alverno 1936, p. 167.
24. ↑  Alverno 1936, p. 169.
25. ↑  Alverno 1936, p. 170.
26. ↑  Alverno 1936, p. 171.
27. ↑  Alverno 1936, p. 172.
28. ↑  Alverno 1936, p. 173.
29. ↑  Alverno 1936, p. 175.
30. ↑  Alverno 1936, p. 192.
31. ↑  Alverno 1936, p. 193.
32. ↑  Alverno 1936, p. 198.
33. ↑  Alverno 1936, p. 205.
34. ↑  Alverno 1936, p. 216.
35. ↑  Alverno 1936, p. 224.
36. ↑  Cocconcelli 2016, p. 3.
37. 1 2 3 4  Rivista La Torre.
38. ↑  Alverno 1936, p. 228.